# Komo (langue bantoue)
Pour les articles homonymes, voir Komo.
Ne doit pas être confondu avec Komo (langue nilo-saharienne).
Le komo est une langue bantoue parlée dans le Maniema, le Nord-Kivu et la Province orientale en République démocratique du Congo.

## Écriture
| Majuscules | A  | B | Bh | C | D | Dh | E | Ɛ  | G | Gb | I | J | K |
| Minuscules | a  | b | bh | c | d | dh | e | ɛ  | g | gb | i | j | k |
|            |    |   |    |   |   |    |   |    |   |    |   |   |   |
| Majuscules | Kp | L | M  | N | O | Ɔ  | P | Ph | S | T  | U | Y |   |
| Minuscules | kp | l | m  | n | o | ɔ  | p | ph | s | t  | u | y |   |